# Ротфронтовский район
Ротфронтовский район (нем. Deutscher Rayon Rot-Front) — административно-территориальная единица в составе Днепропетровской области, Украинской ССР, существовавшая в 1935—1939 годах. Центр — село Рот-Фронт.
Площадь поверхности — 855 км².
Образован по Постановлению ВУЦИК от 17.2.1935 г., путём выделения восточной части Молочанского района (соответствует территории бывшей Гнаденфельдской волости), под названием Вальдгеймский район. В том же году был переименован в Ротфронтовский район.
Упразднен Указом Президиума ВС УССР от 26.3.1939 г.; Либенауский с/с включен в состав Больше-Токмакского района, Лихтфельдский и Маковский с/с — Ново-Васильевского р-на, остальные с/с — Черниговского района.

## Административное деление
В района входили:
1. Александрвольский с/с (с. Александрволь, с. Гнаденгейм, Фирстенвердер),
2. Александркронский с/с (с. Александркроне, с. Клефельд, с. Краснополье, с. Лихтфельде, с. Луговка, с. Нейкирх),
3. Вальдгеймский с/с (Вальдгейм, с. Гамберг, с. Клиппенфельд),
4. Вернерсдорфский с/с (с. Вернерсдорф, с. Либенау, с. Фельзенталь),
5. Гнадентальский с/с (с. Гнаденталь, с. Маргенау, с. Мариаволь, с. Николайдорф),
6. Гнаденфельдский с/с (с. Гнаденфельд, с. Паульсгейм),
7. Елизабеттальский с/с (с. Александрталь, с. Елизабетталь, с. Штейнбах),
8. Ландскронский с/с (с. Гиршау, с. Ландскроне, с. Фриденсдорф),
9. Порденауский с/с (с. Мариенталь, с. Порденау, с. Шардау),
10. Прангенауский с/с (с. Прангенау, с. Фриденсруэ, с. Штейнфельд, с. Юшанлы),
11. Риккенауский с/с (х. Берфельд, с. Риккенау, с. Тигервейде, х. Украинка-Голландия),
12. Руднервейдский с/с (с. Гросвейде, с. Паства, с. Руднервейде, с. Францталь),
13. Шпаррауский с/с (с. Контениусфельд, с. Шпаррау).

## Население
В 1937 году в районе проживало 22 489 человек.